# Gueorgui Plekhanov
« Plekhanov » redirige ici. Pour les autres significations, voir Plekhanov (homonymie).
Gueorgui Valentinovitch Plekhanov (en russe : Георгий Валентинович Плеханов), né le 29 novembre 1856 (11 décembre dans le calendrier grégorien) et mort le 30 mai 1918, est un révolutionnaire et théoricien marxiste russe qui fonda le mouvement social-démocrate en Russie et contribua à l'expansion du marxisme dans ce pays. Il participa également aux réflexions sur la présence de l'art et de la religion dans la société.

## Biographie
Né dans une famille aristocratique, Plekhanov est élève au corps des cadets de Voronej. Il milite d'abord auprès des narodniki, un mouvement agraire actif depuis 1860 fondé par des populistes russes, notamment dans l'organisation Terre et Liberté (Zemlia i Volia), puis après la scission de ce mouvement en 1879, il fonde avec d'autres militants l'organisation Tcherny Peredel (en russe : Чёрный передел ; en français : le Partage noir), mouvement populiste russe.
Sa rencontre avec Engels l'année suivante est déterminante et va faire de lui le fondateur incontesté du marxisme en Russie. Mais, poursuivi par la police tsariste, il est contraint de s'enfuir à l'étranger pendant trente-sept ans, principalement à Paris, en Angleterre et en Suisse. 
En 1883, il fonde à Genève le groupe Émancipation du Travail avec Pavel Axelrod, première cellule marxiste de Russie. La lecture des textes de Plekhanov contribue fortement à gagner Lénine au marxisme bien que Friedrich Engels reprochera en 1893 à Plekhanov de « beaucoup écrire et peu construire », contrairement aux populistes qui, eux, agissent en Russie même. De fait, il se livre à son penchant d'intellectuel. Possédant en effet une culture encyclopédique (philosophique, historique littéraire, sociologique), « il est de loin le seul marxiste de son temps à détenir une telle science. »
Premier Russe à établir une synthèse de la pensée de Marx, il en pourfend par ailleurs les adversaires en Russie : tout autant les anarchistes qui sont à ses yeux des terroristes et des utopistes — qu'il différencie des « grands utopistes » du socialisme utopique mais néanmoins orienté vers la fondation d'un socialisme — que les narodniki, qu'il a pourtant soutenus autrefois.
En 1893, il est délégué au premier congrès de la IIe internationale, dite « Internationale ouvrière », qui se tient à Zurich.
En 1898, il participe à la fondation du Parti ouvrier social-démocrate de Russie.
De 1900 à 1903, il collabore à la création du journal Iskra, avec Martov et Lénine, dans lequel il développe largement sa pensée. C'est à cette occasion qu'émergent les premiers différends avec Lénine. On peut essentiellement en retenir trois :
- Plekhanov refuse un article de Lénine selon lequel la révolution doit émerger d'un parti politique quand, selon Marx, elle doit se fonder sur la dictature du prolétariat ;
- Plekhanov conteste une autre idée de Lénine, selon laquelle, en cas de révolution, il faudrait immédiatement procéder à une nationalisation des terres car, en système capitaliste, l'élément déterminant n'est pas la terre ;
- enfin, alors que Lénine estime qu'il faut s'opposer à un nouveau mouvement, le libéralisme démocratique, Plekhanov affirme qu'une alliance est préférable pour des raisons tactiques[5].

Au congrès de 1903, qui se tient à Londres et où naît la séparation entre bolchéviks (Lénine) et mencheviks (Martov), il se situe du côté bolchéviks, donc de Lénine. Toutefois, le désaccord avec Lénine se creuse. Celui-ci attend du congrès un mot d'ordre fondé sur le déclenchement d'une grève générale alors que Plekhanov est hostile à ce principe aux motifs qu'il relève plus de l'anarchisme que du marxisme et qu'une grève générale ne peut être efficace que dans un pays industrialisé. Le débat entre Lénine et les autres congressistes est si violent que les mencheviks menacent de quitter le parti. Plekhanov, soucieux de concilier les adversaires, leur propose d'entrer dans la rédaction de l'Iskra. En revanche intransigeant, Lénine quitte alors le journal. 
En 1905, Plekhanov soutient la première révolution russe mais, après son échec, il rejoint les mencheviks, estimant qu'elle a échoué précisément parce que Lénine a refusé l'alliance avec les mencheviks. En revanche, il soutient Lénine contre ceux qu'il appelle « les liquidateurs » : des membres du parti qui veulent abandonner toute activité illégale pour fonder un parti socialiste officiellement reconnu. Dans le même temps, il attaque les intellectuels qui s'intéressent au socialisme sans y adhérer vraiment (Les Questions fondamentales du marxisme, 1910).
En 1914, un nouvel événement divise à nouveau les deux hommes : la Première Guerre mondiale. Alors que Lénine s'est opposé à son déclenchement, Plekhanov la juge souhaitable. Selon lui, en effet, si la Russie s'efface devant l'Allemagne, la social-démocratie allemande, qui — selon lui — a trahi le marxisme authentique, imposera ses vues sur l'ensemble de l'Europe. 

En 1917, Plekhanov revient en Russie, après 37 ans d'absence. Sans être ouvertement adversaire de la révolution d'Octobre, il en prévoit des conséquences catastrophiques. Dans le journal Iedinstvo (Единство) du 28 octobre, il publie un article intitulé « Lettre ouverte aux ouvriers de Pétrograd », dans lequel il écrit : 

« Si les événements des derniers jours m'affligent, ce n'est pas parce que je ne veux pas le triomphe de la classe ouvrière en Russie, mais justement parce que je l'appelle de toutes les forces de mon être. Il convient de se rappeler la remarque d'Engels selon laquelle il ne peut y avoir pour la classe ouvrière de pire catastrophe historique que la prise du pouvoir à un moment où elle n'y est pas prête. Cette prise du pouvoir la fera reculer loin des positions acquises en février et mars de cette année. »

Après le renversement du tsarisme, il reste sur des positions patriotiques mais, cette fois, au nom de la défense de la démocratie russe, se positionne contre l'impérialisme allemand. 
En 1918, il meurt de la tuberculose et est enterré au cimetière Volkovo, dans la partie méridionale de Saint-Pétersbourg, à la Passerelle des écrivains.

## Réception en URSS après sa mort
Au début des années 1930, dans son Histoire de la révolution russe, Trotsky écrira que Plékhanov, « se survivant lamentablement », a publié à la veille de la Révolution de Février 1917, dans un journal américain, un article déclarant qu'il serait « criminel » pour les ouvriers russes de se mettre en grève au risque d'affaiblir militairement la Russie. Raison pour laquelle il le qualifie alors de chauvin et le classe à l'extrême droite de la social-démocratie russe. 
En revanche, en dépit de sa rupture avec Lénine et la révolution communiste, Plekhanov conservera une certaine estime en Union soviétique en tant que fondateur du courant marxiste russe. Il est d'ailleurs cité par Staline dans un discours à l'occasion du vingt-quatrième anniversaire de la révolution d'octobre. Prononcé en octobre 1941, ce discours promet de soumettre les armées nazies, « ces gens à morale de bête fauve [qui] ont l'impudence d'appeler à exterminer la grande nation russe, la nation de Plekhanov, de Lénine [...] ».

## Philosophie
Alors que Karl Marx semble mettre de côté la philosophie à partir de L'Idéologie allemande, texte où il règle ses comptes avec le mouvement philosophique des jeunes hégéliens de gauche, pour se consacrer de plus en plus à l'étude scientifique des lois de l'évolution de la société, Plekhanov consacre plusieurs de ses œuvres à expliciter les bases philosophiques de la doctrine de Marx.
Il écrit notamment en 1897 La Conception matérialiste de l'histoire, où il montre l'évolution de notre conception de l'histoire depuis la conception théologique jusqu'à la conception de Marx, la conception matérialiste de l'histoire. Œuvre plus connue, Les Questions fondamentales du marxisme explicite les bases philosophiques de la conception marxiste du monde ainsi que sa méthode d'analyse de la société.
Le Matérialisme militant, recueil de trois lettres publiées entre 1908 et 1910, est une défense vigoureuse du matérialisme dialectique contre les conceptions idéalistes qu'Alexander Bogdanov cherchait alors à répandre au sein de la social-démocratie russe. Cet ouvrage procède de la même démarche que Matérialisme et empirio-criticisme, publié par Lénine à la même époque.
La citation suivante résume les critiques de Plekhanov envers Bogdanov :

« Ceux qui affirment que sans sujet il n'y a pas d'objet confondent tout simplement deux notions tout à fait différentes : l'existence de l'objet « en soi » et son existence dans la représentation du sujet. Nous n'avons pas le droit d'identifier ces deux modes d'existence. Ainsi vous, Monsieur Bogdanov, vous existez tout d'abord « en vous-même » et, ensuite, dans la représentation, mettons, de M. Lounatcharski, qui vous prend pour un penseur profond. La confusion de l'objet « en soi » avec l'objet tel qu'il existe pour le sujet est justement à l'origine de ces sophismes inextricables à l'aide desquels les idéalistes de toutes couleurs et de toutes nuances « réfutent » le matérialisme. »

— Plekhanov, Les questions fondamentales du marxisme - Le matérialisme militant.

## Écrits
- Le Socialisme et la lutte politique (1883)
- Nos différends (1885)
- Anarchisme et Socialisme (1895)
- Essai sur le développement de la conception moniste de l'histoire (1895)
- Essais sur l'histoire du matérialisme, 1896. Recueil d'articles publiés dans la revue social démocrate allemande Die Neue Zeit entre 1892 et 1893.
- Essais sur la conception matérialiste de l'histoire, 1897.
- La conception matérialiste de l'histoire, 1926. Recueil des conférences prononcées à Genève en mars 1901.
- Les Questions fondamentales du marxisme. 1ère édition en 1910.
- Le matérialisme militant, 1910. Voir aux Éditions Sociales.
- L'art et la vie sociale

## Pseudonyme
Il a utilisé le pseudonyme de « Volguine », en référence au grand fleuve Volga, ce qui est peut-être à l'origine de choix du pseudonyme de « Lénine », par analogie à la Léna, le fleuve de Sibérie, car le futur Lénine était alors très influencé par Plekhanov.